# Апенвир
Апенвир (фр. Appenwihr) насеље је и општина у источној Француској у региону Алзас, у департману Горња Рајна која припада префектури Колмар.
По подацима из 2011. године у општини је живело 602 становника, а густина насељености је износила 77,98 становника/km². Општина се простире на површини од 7,72 km². Налази се на средњој надморској висини од 192 метара (максималној 197 m, а минималној 191 m).

## Демографија
| 1962. | 1968. | 1975. | 1982. | 1990. | 1999. | 2011. |
| ----- | ----- | ----- | ----- | ----- | ----- | ----- |
| 173   | 183   | 228   | 376   | 417   | 443   | 602   |

График промене броја становника у току последњих година